# Aaron Kosminski
Aaron Kosminski (geboren als Aron Mordke Kozminski; * 11. September 1865 in Kłodawa/Kongresspolen; † 24. März 1919 in London) war ein in London lebender polnischer Immigrant. Er gilt als einer der Hauptverdächtigen, die für die Ermordung mehrerer Prostituierter im Jahr 1888 verantwortlich sein könnten, die Jack the Ripper zugeschrieben werden. Bereits die damaligen Ermittler rechneten ihn zum engeren Kreis der Verdächtigen. Nach einer DNA-Analyse von Spuren auf einem vermutlich bei einem der Opfer gefundenen Halstuch postulierte der Autor Russell Edwards im September 2014, dass er Kosminski als Jack the Ripper identifizieren könne. Im März 2019 wurde in einer Fachzeitschrift eine – allerdings nicht unumstrittene – Studie publiziert, der zufolge die DNA-Spuren tatsächlich mit Kosminski in Zusammenhang gebracht werden können.

## Leben

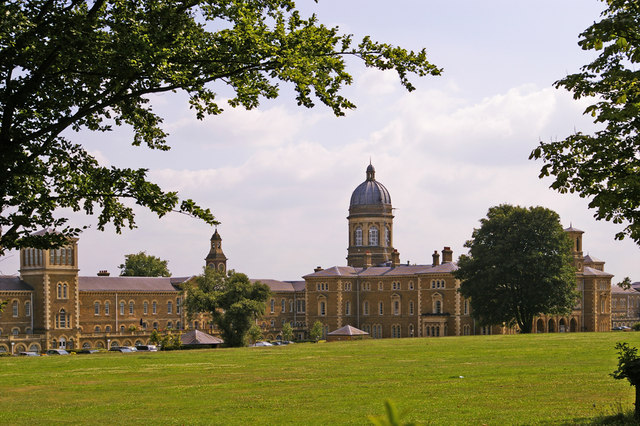
Das „Colney Hatch Lunatic Asylum“, in dem Aaron Kosminski untergebracht war

Aaron Kosminski wurde in der polnischen Stadt Kłodawa als Sohn von Abram Jozef Kozminski und dessen Frau Golda, geb. Lubnowska, geboren. Um den antisemitischen Pogromen in Kongresspolen zu entgehen, emigrierten er und seine Familie 1881 nach London in den im East End liegenden Stadtteil Mile End. Er arbeitete in der Greenfield Street als Barbier. Bereits 1885 wurde er als psychisch krank eingestuft, dies äußerte sich in Halluzinationen und paranoiden Wahnvorstellungen. 1890 wurde er als Geisteskranker in ein Arbeitshaus eingewiesen, aber wieder entlassen.
Nach der Bedrohung seiner Schwester mit einem Messer war er von 1891 bis zu seinem Tode am 24. März 1919 in verschiedenen Nervenheilanstalten untergebracht.

## Verdächtiger als Jack the Ripper

### Zeitgenössische Verdächtigung

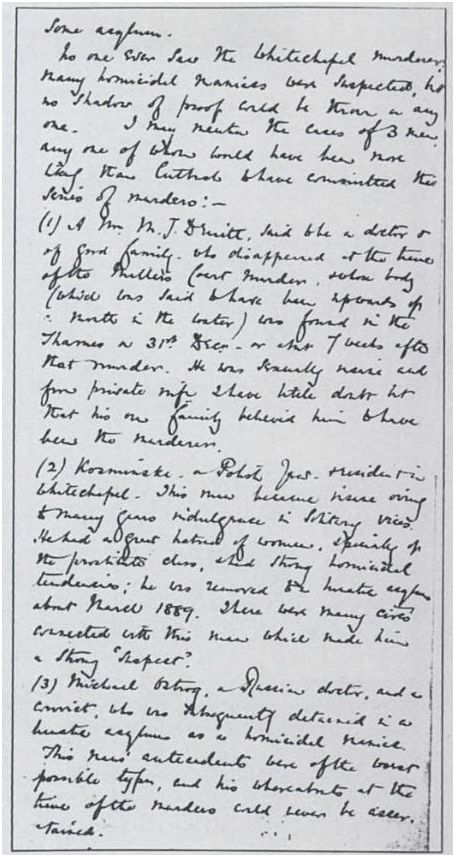
Sogenanntes „Macnaghten-Memorandum“, in dem Melville Macnaghten einen Mann namens „Kosminski“ verdächtigt, Jack the Ripper zu sein

Bereits früh nach den Jack the Ripper zugeschriebenen Serienmorden, die mindestens fünf Morde an Prostituierten in den Londoner Stadtteilen Whitechapel, Spitalfields und der City of London zwischen August und November 1888 umfassten, wurde eine Person mit dem Familiennamen Kosminski als einer der Hauptverdächtigen angesehen. In einer 1959 im Nachlass von Assistant Chief Constable Melville Macnaghten gefundenen Notiz aus dem Jahre 1894, die der Metropolitan Police Service 1970 in einer gekürzten Version veröffentlichte, wurde ein Verdächtiger genannt, der als „polnischer Jude“ mit dem Namen Kosminski bezeichnet wird. Macnaghten hielt Kosminski, von dem kein Vorname vermerkt wurde, für einen Hauptverdächtigen, da dieser einen ausgeprägten Hass mit mörderischen Tendenzen gegenüber Frauen gehabt haben soll.
Robert Anderson, der zur Zeit der Ripper-Morde Leiter der Abteilung für Verbrechensaufklärung bei Scotland Yard war, schrieb in seiner Autobiographie The Lighter Side of My Official Life (1910), dass er einen „unterklassigen polnischen Juden“ für Jack the Ripper halte. In einer Kopie dieser Biographie, die im Kriminalmuseum von Scotland Yard ausgestellt wird, vermerkte Donald Swanson, der zuständig für die Aufklärung der Morde war, den Namen Kosminski. Außerdem fügte er hinzu, dass Kosminski, der im Haus seines Bruders lebte, von der Polizei observiert und schließlich auch durch sie in die Psychiatrie eingewiesen wurde.
Ende der 1980er Jahre untersuchte der Autor Martin Fido aufgrund dieser Aussagen die Listen der Ende des 19. Jahrhunderts existierenden psychiatrischen Einrichtungen nach dem Namen Kosminski und fand dort nur den Namen Aaron Kosminski. Zur Zeit der Whitechapel-Morde lebte Aaron Kosminski in der Providence Street und später in der Greenfield Street; beide liegen im Stadtteil Mile End und somit in der Nähe der Tatorte. Aus den psychiatrischen Unterlagen lässt sich herauslesen, dass Kosminski unter paranoider Schizophrenie litt, einer Krankheit, die auch bei anderen Serienmördern diagnostiziert wurde.
Robert Anderson schreibt in seinen Memoiren weiter, dass es eine Person gegeben habe, die Kosminski (womöglich Aaron Kosminski) eindeutig als Jack the Ripper hätte identifizieren können, dies aber nicht getan habe, weil auch sie Jude gewesen sei und Juden sich nicht gegenseitig belasten würden. Auch Donald Swanson unterstützte diese Aussage. Im Gegensatz dazu bezeichnet Henry Smith, zur Zeit der Morde Acting Commissioner bei der Polizei der City of London, die Behauptung Andersons, dass Juden sich nie gegenseitig belasten, als haltlose Unterstellung gegenüber den Juden. Ob Kosminski tatsächlich von einer anderen Person jüdischen Glaubens identifiziert wurde, ist daher heftig umstritten, zumal er einzig in der oben genannten Notiz von Melville Macnaghten in einem offiziellen polizeilichen Dokument genannt wird. Infolge der weit verbreiteten Judenfeindlichkeit gerieten auch der rabbinische Gelehrte Hermann Adler und sein Amtskollege Moses Gaster sowie der jüdische Schuhmacher John Pizer, der unter seinem Spitznamen „Leather Apron“ (dt. „Lederschürze“) bekannt war, unter Verdacht.
Die Morde an den sogenannten kanonischen Fünf endeten bereits im November 1888, Kosminski allerdings konnte bis zu seiner Einweisung 1891 völlig unbehelligt leben. Während seines Aufenthalts in den psychiatrischen Einrichtungen wurde Aaron Kosminski als harmlos angesehen. Lediglich zwei gewalttätige Auffälligkeiten sind aus seinem 28-jährigen Aufenthalt dort bekannt: Er bewarf einen Pfleger mit einem Stuhl und bedrohte eine Krankenschwester mit einem Messer.

### Mögliche Verwechslung mit Nathan Kaminsky
Nathan Kaminsky war, wie Aaron Kosminski, polnisch-jüdischer Herkunft. Von dem in Whitechapel lebenden Schuhmacher, der an Syphilis erkrankt war, verlor sich ab Mai 1888 jede Spur. Am 12. Dezember 1888, also knapp einen Monat nach dem letzten Mord in der Serie der kanonischen Fünf, wurde ein bis dahin unbekannter David Cohen in die psychiatrische Anstalt Colney Hatch Lunatic Asylum eingewiesen, in der später auch der gleichaltrige Aaron Kosminski untergebracht wurde. Dort verstarb David Cohen im Oktober 1889. David Cohen wird in den psychiatrischen Akten als asozial und gewalttätig beschrieben und wurde daher in seiner körperlichen Freiheit eingeschränkt. Der Ripper-Spezialist Martin Fido kommt in seinem Buch The Crimes, Detection and Death of Jack the Ripper von 1987 zu dem Schluss, dass der Name David Cohen ein Platzhaltername, vergleichbar dem englischen John Doe, gewesen sei und es sich in Wahrheit um den im Mai 1888 verschwundenen Nathan Kaminsky gehandelt habe. Da Kosminski und Cohen (von Fido mit Kaminsky gleichgesetzt) im gleichen Jahr geboren worden waren, beide polnisch-jüdischer Herkunft waren, beide in einer Nervenheilanstalt untergebracht wurden und beide nur Jiddisch sprachen, schlussfolgert Fido, dass die Polizei einer Verwechslung aufgesessen sei und aufgrund der ähnlichen Familiennamen irrtümlich Aaron Kosminski verdächtigt habe, die Whitechapel-Morde begangen zu haben.
In den ärztlichen Akten von David Cohen ist allerdings nicht davon die Rede, dass dieser an einer Syphilis erkrankt war, lediglich eine Tuberkulose ist vermerkt. Daher wird Fidos These, dass David Cohen identisch mit Nathan Kaminsky gewesen sei, von anderen Ripper-Experten kritisch gesehen; ebenso könne das Verschwinden von Nathan Kaminsky im Mai 1888 damit erklärt werden, dass dieser plötzlich, von seiner Umgebung völlig unbemerkt, verstarb, was zur damaligen Zeit nichts Ungewöhnliches war. Uneinig sind die Experten darüber hinaus, ob David Cohen überhaupt in das Profil von Jack the Ripper passte. Während Ripper-Experte Nigel Cawthorne davon ausgeht, dass das unkontrollierte und asoziale Verhalten Cohens nicht zu dem besonnenen Vorgehen des Whitechapel-Mörders passe, geht der Profiler John E. Douglas vom genauen Gegenteil aus und ist der Meinung, dass Jack the Ripper eine Person in Cohens und Kosminskis Alter gewesen sei, die ein irrational asoziales oder launisches Auftreten gehabt und in der Nähe der Tatorte gelebt habe.

### DNA-Untersuchung
Am 7. September 2014 berichtete Russell Edwards in der britischen Zeitung Daily Mail, dass Sperma- und Blutspuren, die sich auf einem seidenen Halstuch, das angeblich im Zusammenhang mit dem Mord an Catherine Eddowes in der Nähe von deren Leichnam gefunden wurde, einer DNA-Analyse unterzogen wurden. Diese wurde von dem finnischen Biochemiker Jari Louhelainen, der an den Universitäten Helsinki und Liverpool unterrichtet, durchgeführt. Die Blutspuren stimmen laut dem Ergebnis Louhelainens mit der DNA-Probe einer Nachfahrin von Catherine Eddowes, Karen Miller, zu nahezu 100 % überein. Die DNA der Spermaspuren wurde mit einer Probe einer Nachfahrin von Kosminskis Schwester verglichen und stimmten dem Wissenschaftler zufolge in einem ersten Versuch zu 99,2 %, in einem zweiten Versuch zu 99,99 % überein. Die Analyse der Proben wurde damals jedoch in keiner dem Peer-Review-Verfahren unterliegenden Fachzeitschrift publiziert.
Über das Ergebnis der DNA-Analyse wurde daraufhin international in den Medien berichtet; es stieß bei verschiedenen Experten auf geteilte Meinungen. Alec John Jeffreys, Entwickler des genetischen Fingerabdrucks, bezeichnete es als „interessant und bemerkenswert“, merkte aber an, dass die Proben und die Umstände der DNA-Untersuchung von einer dritten Partei überprüft und einem Peer-Review unterzogen werden müssten, bevor eine Aussage über die Identität Jack the Rippers gemacht werden könne. Der Polizist und Ripper-Spezialist Alan McCormick hingegen zeigte sich auch ohne Kreuzgutachten vom Ergebnis des Tests überzeugt, während andere Jack-the-Ripper-Experten wie beispielsweise Donald Rumbelow darauf hinwiesen, dass überhaupt nicht erwiesen sei, dass das Halstuch wirklich am Tatort gefunden wurde. Auch der Biochemiker Peter Gill bezweifelte die Echtheit des Schals; außerdem sei es möglich, dass Nachkommen von Catherine Eddowes, die sich 2007 mit dem Schal drei Tage in einem Raum befunden hatten, das Beweisstück mit ihrer DNA kontaminiert haben könnten.
Kritische Stimmen wurden auch aufgrund der Tatsache laut, dass das Ergebnis der DNA-Untersuchung erstmals in der Zeitung Daily Mail veröffentlicht wurde. So gab Susannah L. Bodman von der Zeitung The Oregonian zu bedenken, dass Daily Mail nicht gerade einen Ruf von Zuverlässigkeit in Bezug auf wissenschaftliche Themen und Ergebnisse habe. Andere wiesen darauf hin, dass ein Unterschied darin bestehe, ob ein wissenschaftliches Ergebnis in einer Tageszeitung oder einer wissenschaftlichen Fachzeitschrift veröffentlicht werde. Schließlich räumte Jari Louhelainen selbst ein, methodische Fehler gemacht zu haben.
Erst im März 2019 publizierte Jari Louhelainen in der Fachzeitschrift Journal of Forensic Sciences die geforderte Studie und argumentierte erneut, dass die DNA-Spuren mit Kosminski in Zusammenhang gebracht werden könnten. In einem kommentierenden Artikel der Fachzeitschrift Science wurde allerdings von DNA-Experten sofort erneut Kritik an der Methodik der Studie formuliert. Demnach eigne sich der auf der Sequenzierung von mitochondrialer DNA beruhende Vergleich von DNA-Proben nur zum Ausschluss der Verwandtschaft von zwei Personen, mit anderen Worten: „Die mitochondriale DNA vom Halstuch kann von Kosminski stammen, aber sie kann vermutlich auch von Tausenden anderen stammen, die damals in London gelebt haben.“

## Belege
1. 1 2  War Jack the Ripper ein Friseur?, Spiegel Online, 15. Juli 2006
2. 1 2  Russel Edwards: Jack the Ripper unmasked vom 7. September 2014 auf: dailymail.co.uk, abgerufen am: 9. September 2014
3. 1 2  Jari Louhelainen und David Miller: Forensic Investigation of a Shawl Linked to the  „Jack the Ripper“ Murders. In: Journal of Forensic Sciences. Online-Vorabveröffentlichung vom 12. März 2019, doi:10.1111/1556-4029.14038
4. ↑  Berliner Zeitung online vom 8. September 2014: Jack the Ripper soll Pole gewesen sein
5. ↑  Arutz Sheva (online)
6. ↑  Donald Rumbelow: The Complete Jack the Ripper. Fully Revised and Updated. Penguin Books, London 2004, ISBN 0-14-017395-1, S. 180
7. 1 2  Paul Begg: Jack the Ripper. The Definitive History. Pearson Education, London 2003, ISBN 0-582-50631-X, S. 269f.
8. ↑  Rumbelow, S. 142
9. ↑  Stewart P. Evans, Donald Rumbelow: Jack the Ripper: Scotland Yard Investigates. Sutton Publishing, Stroud 2006, ISBN 0-7509-4228-2, S. 236
10. ↑  Evans und Rumbelow, S. 253; Rumbelow, S. 179
11. ↑  siehe Abschnitt Literatur
12. ↑  Begg, S. 266
13. ↑  Colin Wilson, Robin Odell: Jack the Ripper: Summing Up and Verdict. Bantam Press 1987, ISBN 0-593-01020-5, S. 78
14. ↑  Stewart P. Evans, Keith Skinner: The Ultimative Jack the Ripper Sourcebook: An Illustrated Encyclopedia. Constable and Robinson, London 2000, ISBN 1-84119-225-2, S. 262 und 604
15. ↑  Hans Otto Horch und Horst Denkler (Hrsg.): Judentum, Antisemitismus und deutschsprachige Literatur vom Ersten Weltkrieg bis 1933/1938. Tübingen 1993, ISBN 3-484-10690-5, S. 221f.
16. ↑  Mark Whitehead, Miriam Rivett: Jack the Ripper. Pocket Essentials, Harpenden 2006, ISBN 978-1-904048-69-5, S. 108
17. ↑  Rumbelow, S. 182
18. ↑  Martin Fido: The Crimes, Death and Detection of Jack the Ripper. Weidenfeld & Nicholson, London 1987, ISBN 978-0-297-79136-2, S. 216–219
19. 1 2  Fido, S. 219–220, 231
20. ↑  Whitehead und Rivett, S. 109
21. ↑  Collin Kendell: Jack the Ripper – The Theories and the Facts. Amberley, Strout 2010, ISBN 978-1-4456-0084-0, S. 90
22. ↑  Stephen Knight: Jack the Ripper: The Final Solution. Bounty Books, London 1987/2000, ISBN 0-7537-0369-6, S. 2
23. ↑  John E. Douglas, Mark Olshaker: The Cases That Haunt Us. Simon and Schuster, New York City 2001, ISBN 978-0-7432-1239-7, S. 79f.
24. 1 2  Wir haben Jack the Ripper entlarvt auf: welt.de, abgerufen am 9. September 2014
25. ↑  Zusammenstellung von Presseartikeln auf Google-News, abgerufen am: 10. September 2014
26. ↑  Jack the Ripper: Mystery solved? (Memento vom 8. September 2014 im Internet Archive), auf: 3news.co.nz, abgerufen am: 9. September 2014
27. ↑  DNA row over ‚proof‘ Aaron Kosminski was Jack the Ripper, auf: theaustralian.com.au, abgerufen am: 9. September 2014
28. ↑  Jack the Ripper finally identified by DNA? Maybe, maybe not …, auf: oregonlive.com, abgerufen am: 9. September 2014
29. ↑  Jack the Ripper: Scientist who claims to have identified notorious killer has ‚made serious DNA error‘, The Independent vom 19. Oktober, 2014
30. ↑  Does a new genetic analysis finally reveal the identity of Jack the Ripper? Auf: sciencemag.org vom 15. März 2019

| Personendaten    | Personendaten                        |
| ---------------- | ------------------------------------ |
| NAME             | Kosminski, Aaron                     |
| ALTERNATIVNAMEN  | Kozminski, Aron Mordke (Geburtsname) |
| KURZBESCHREIBUNG | Mutmaßlicher Serienmörder            |
| GEBURTSDATUM     | 11. September 1865                   |
| GEBURTSORT       | Kłodawa                              |
| STERBEDATUM      | 24. März 1919                        |
| STERBEORT        | London                               |